# Kluizendok

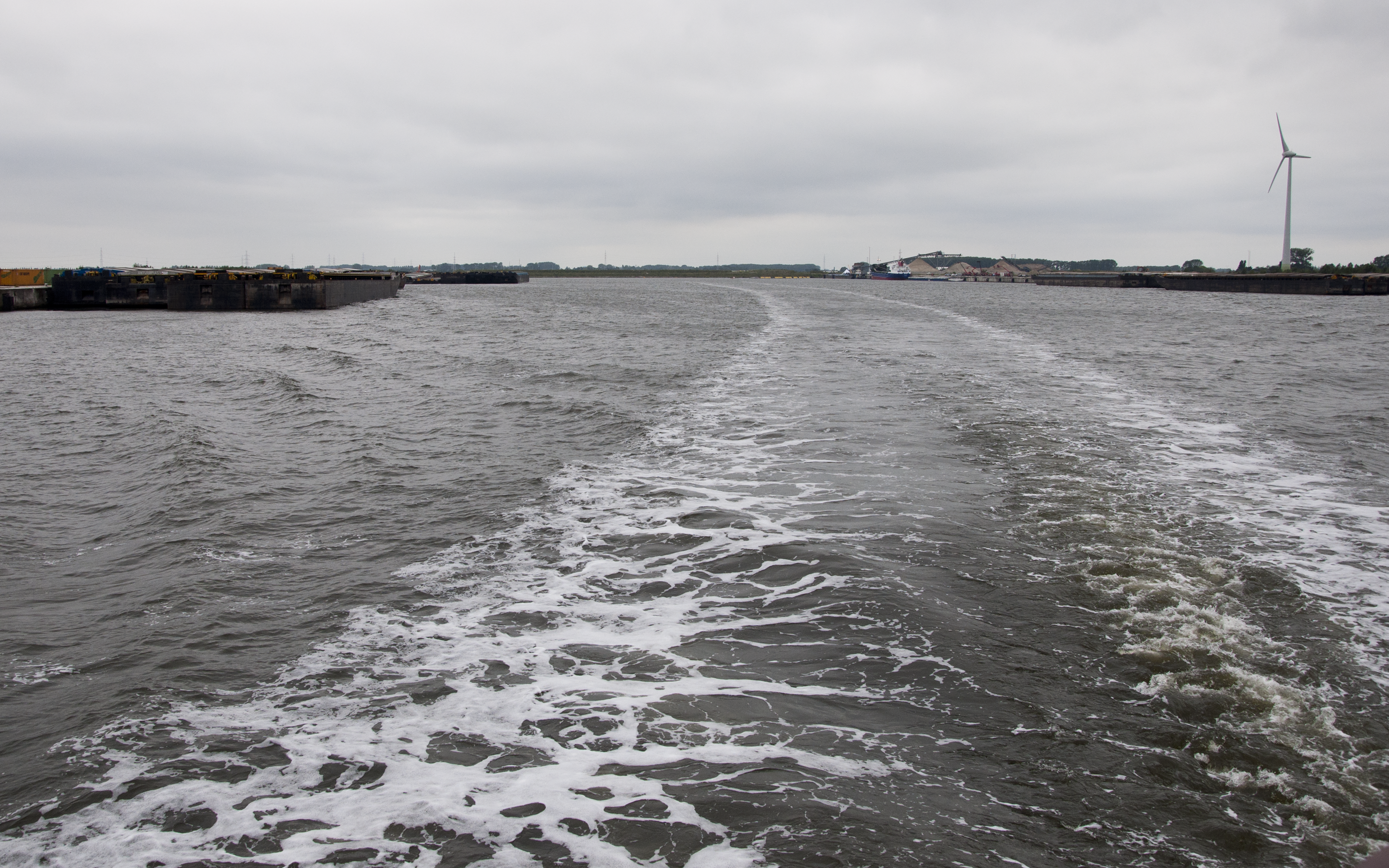
Het Kluizendok

Het Kluizendok is een dok in de haven van Gent op de linkeroever van het kanaal Gent-Terneuzen in Gent, met aanliggend bedrijventerrein (deels in Evergem). Het dok is over water bereikbaar via de Westerschelde en de sluizen van Terneuzen.
Het dok heeft een diepgang van 13,5 m, maar de 4,2 kilometer lange kaaimuur is 18 m diep zodat dit dok schepen met een lading van 160 000 DWT kan ontvangen na onder andere de bouw van de Nieuwe Sluis in Terneuzen. Anno 2011 is het dok toegankelijk voor schepen tot 85 000 DWT. Rond het dok bevinden zich 400 ha gronden voor bedrijven. Het bedrijventerrein De Nest zorgt voor 160 hectare bijkomend industriegebied terwijl het geplande terrein Rieme-Noord in de toekomst goed is voor 100 hectare. 
Elf windturbines van 2 MW met een wieklengte van 35,5 m en een masthoogte van 98 m zorgen er voor energie voor circa 12 500 gezinnen. In december 2015 zijn vier nieuwe windturbines van het type Senvion 3.4M104 in gebruik genomen, met een vermogen van 3.4 MW, met een ashoogte van 98 m en een rotordiameter van 104 m.
Koppelingsgebieden rond dit dok, zoals elders rond de Gentse haven, zorgen voor een buffergebied tussen de woonkernen en de industrie.

## Geschiedenis
De stad Gent verwierf het terrein in 1975 met het oog op mogelijke havenuitbreiding. Voor de ontwikkeling moesten vele onteigeningen gebeuren, zoals de wijk het Zandeken. Met de aanleg werd eind 1996 begonnen. De sanering van de terreinen van het voormalige chemiebedrijf La Floridienne, dat hier van 1931 tot 1960 metaalzouten produceerde uit cyanide en zware metalen, vertraagde de aanleg aanzienlijk. Op 26 november 2010 kon het Kluizendok officieel worden geopend. De totale kostprijs bedroeg 195 miljoen euro.
De kosten van het Kluizendok werden voor bijna 80% gedekt door de Vlaamse Overheid. De rest werd gefinancierd door de haven van Gent zelf.
Per eind 2010 waren er al 13 bedrijven gevestigd en een stijging van het goederenoverslag via zeevaart met 8 tot 10 miljoen ton per jaar is te verwachten. Rondom het dok komt er in totaal 16 kilometer spoor.
In 2018 werd aan de zuidkant van het Kluizendok door het kranenbedrijf Sarens tijdelijk de SGC-250 opgebouwd, met een maximale configuratie van 250 meter de grootste kraan te land ter wereld, vooraleer die te verschepen voor gebruik bij de bouw van de Britse kerncentrale Hinkley Point.

## Interface Terminal Gent
Sinds 2015 ligt aan de zuidkant van het Kluizendok (Marco Polostraat) een 4-modale containerterminal (toegang voor zeeschepen, binnenschepen, spoor en weg). De terminal is een samenwerking tussen Stukwerkers Groep en Masterbulk. Lineas opende in 2021 een dagelijkse spoorverbinding naar Segrate (Milaan) en in 2022 naar Piadena, beide in Noord-Italië.